# المياه الجوفية في مصر

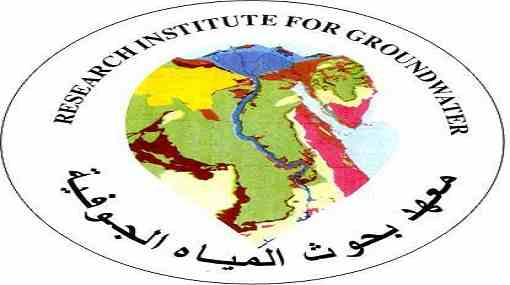
شعار معهد بحوث المياه الجوفية في مصر، أحد أبرز الجهات الرسمية المعنية بالمياه الجوفية وإدارتها

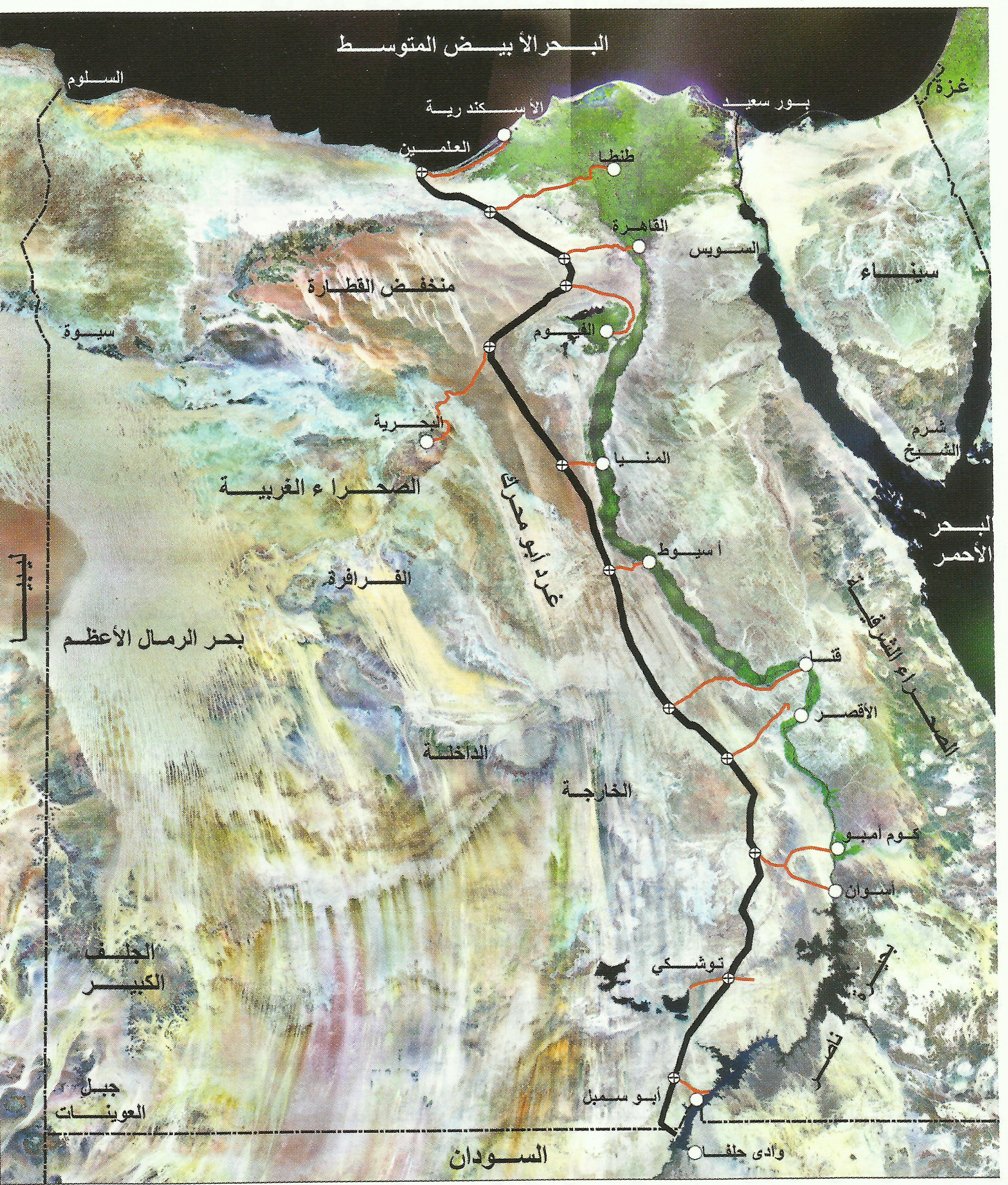
خريطة توضح مسار ممر التعمير أحد المشاريع القومية المقترحة والتي تعتمد على موارد المياه المختلفة لمصر

تعتبر موارد المياه الجوفية أحد الموارد المائية غير التقليدية والتي تتميز بانتشارها جغرافياً في جمهورية مصر العربية وبصفة رئيسية في المناطق الأربعة التالية:
- وادي النيل والدلتا: وتشمل المنطقة الواقعة ما بين دخول نهر النيل إلى مصر والبحر المتوسط بما في ذلك منخفض الفيوم وبحيرة ناصر.
- الصحراء الغربية: وتشمل المنطقة المحصورة بين نهر النيل شرقاً والحدود الليبية غرباً والحدود المصرية السودانية جنوباً والبحر المتوسط شمالاً.
- الصحراء الشرقية: وهي المنطقة المحصورة بين وادي النيل بالوجه القبلي والبحر الأحمر.
- شبه جزيرة سيناء: وتعتمد المنطقة الأولى أساساً على المياه النيلية التقليدية والتي تقوم عليها معظم أنشطة التنمية من شرب وزراعة وصناعة إلى جانب استخدامها لمصادر المياه الأخرى غير التقليدية كمياه الصرف الزراعي في شبكات المصارف أو المياه الجوفية التي تخزن بمستودع التكوينات الرسوبية نتيجة تسرب الفائض من مياه الري النيلية، ومياه الصرف الصحي المعالجة بالإضافة إلى مياه الأمطار في الجزء الشمالي من الدلتا. وتعتمد باقي مناطق الجمهورية أساساً على مصادر المياه الجوفية غير المتجددة بالإضافة إلى الأمطار المتساقطة على المناطق الساحلية.

حيث تتوزع خزانات المياه الجوفية المتجددة بين وادى النيل، واقليم الدلتا. وتعتبر تلك المياه جزءآ من موارد مياه النيل. ويقدر ما يتم سحبه من مياه تلك الخزانات نحو 6.5 مليار م3 وذلك منذ عام2006. ويعتبر ذلك في حدود السحب الآمن والذي يبلغ أقصاه نحو 7.5 مليار م3 حسب تقديرات معهد بحوث المياه الجوفية. كما يتميز بنوعية جيدة من المياه تصل ملوحتها إلى نحو 300-800 جزء في المليون في مناطق جنوب الدلتا. ولا يسمح باستنزاف مياه تلك الخزانات إلا عند حدوث جفاف لفترة زمنية طويلة، لذلك تعتبر هذة المياه ذات قيمة إستراتيجية هامــة. ومن المقدر أن يقترب السحب من هذه الخزانات إلى نحو 7.5 مليار م3 بعد عام 2017 .
أما خزانات المياه الجوفية غير المتجددة فتمتد تحت الصحراء الشرقية والغربية وشبه جزيرة سيناء. وأهمها خزان الحجر الرملى النوبى في الصحراء الغربية والذي يقدر مخزونه بنحو 40 ألف مليار م3 ، حيث يمتد في أقليم شمال شرق أفريقيا ويشمل أراضى مصر والسودان وليبيا وتشاد، ويعتبر هذا الخزان من أهم مصادر المياه الجوفية العذبة غير المتاحة في مصر للأستخدام نظراً لتوافر تلك المياه على أعماق كبيرة، مما يسبب أرتفاعاً في تكاليف الرفع والضخ.
لذلك فإن ما تم سحبه من تلك المياه نحو 0.6 مليار م3 /السنة وهي تكفي لري نحو 150 ألف فدان بمنطقة العوينات.
ومن المتوقع أن يزداد معدل السحب السنوى إلى نحو 2.5-3 مليار م3 /السنة كحد سحب آمن وأقتصادى. وعامة يجب تفادى الأثار الناتجة عن الانخفاض المتوقع في منسوب الخزان الجوفي، وذلك بالتحول من نظام زراعة المساحات الشاسعة إلى نظام المزارع المحددة بمساحات متفرقة (2000 - 5000فدان) وذلك للحفاظ على الخزانات الجوفية لفترات طويلة.

## مصادر المياه الجوفية في مصر

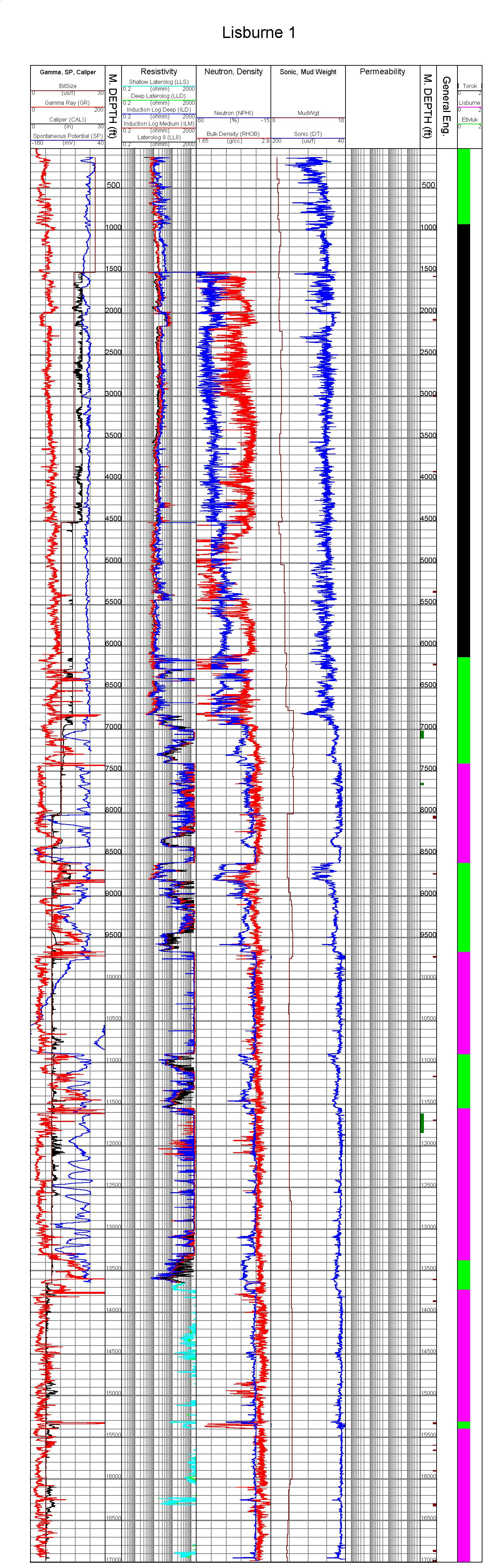
رصد خطي وسلكي يوضح مجموعة متكاملة من الأرصادالتي تُستخدم للكشف عن الطبقات الحاملة للمياه

### خزان وادى النيل ومنطقة بحيرة السد العالى

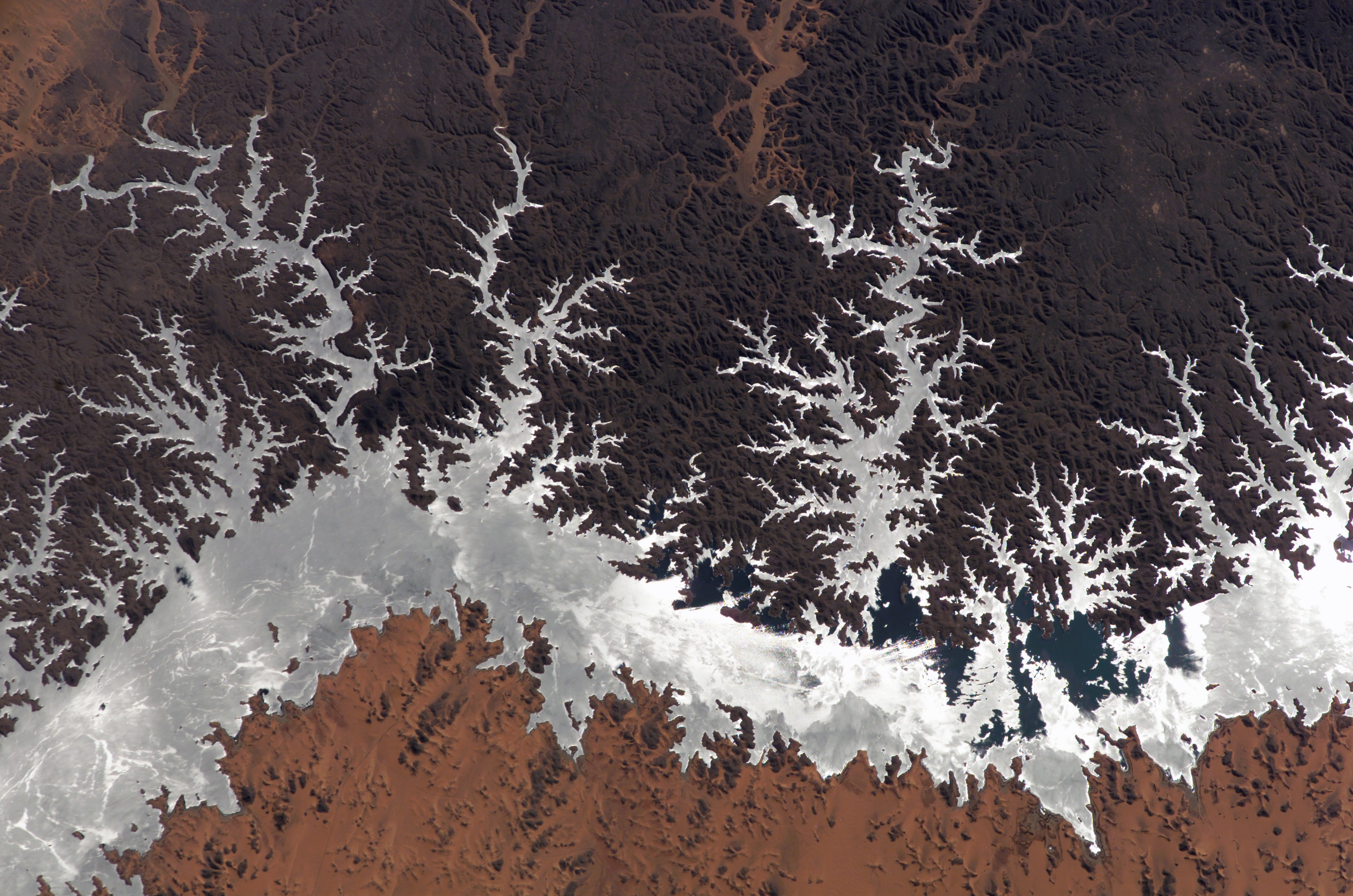
صورة توضح تشعب المياه من بحيرة ناصر والتي تُعد كمصدر تغذية للحزانات الجوفية

#### الطبقات الحاملة للمياه

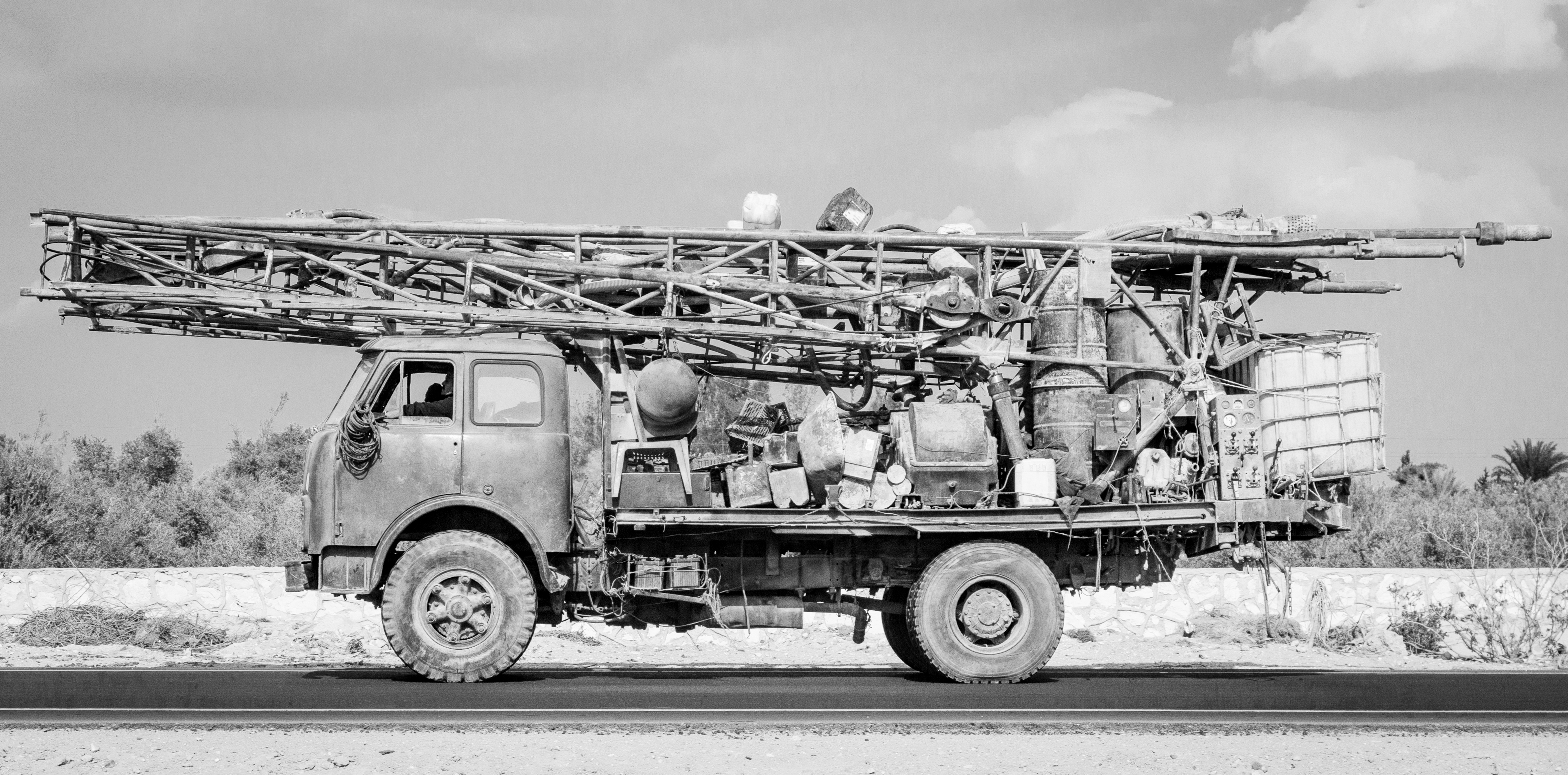
حفار روسي (ماز 200) بطريق الإسكندرية القاهرة الصحراوي

### خزان الدلتا

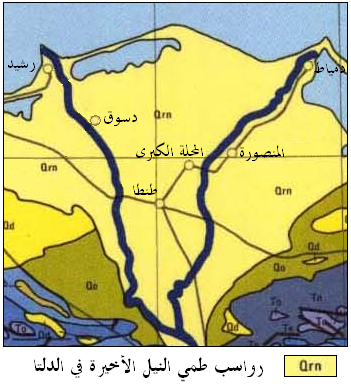
خريطة جيولوجية للدلتا تبيّن موقع دسوق على أرض مكونة من طمي النيل.

#### الساحل الشمالي الغربي

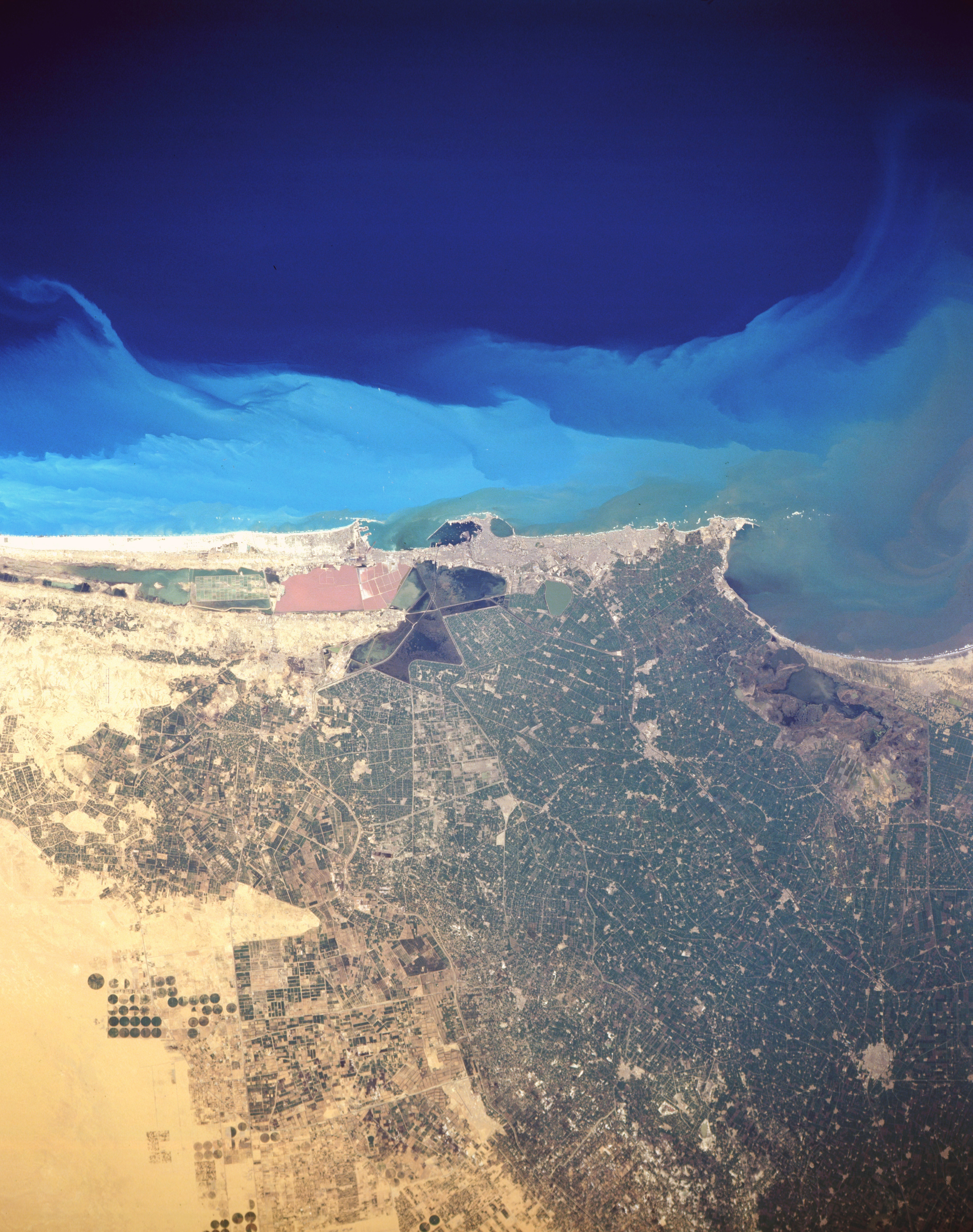
صورة فضائية للإسكندرية ومدن أخرى محيطة تظهر موقعها على سهل ساحلي منبسط.

#### الساحل الغربي لخليج العقبة

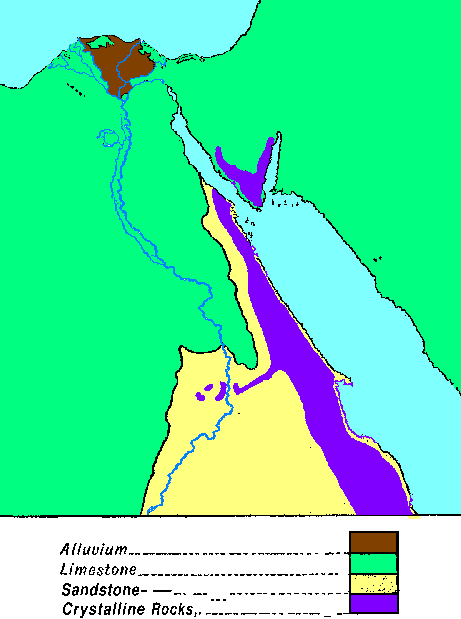
خريطة جيولوجية لأماكن الخزانات الساحلية للبحر الأحمر

#### ساحل البحر الأحمر (الزعفرانة- حلايب)

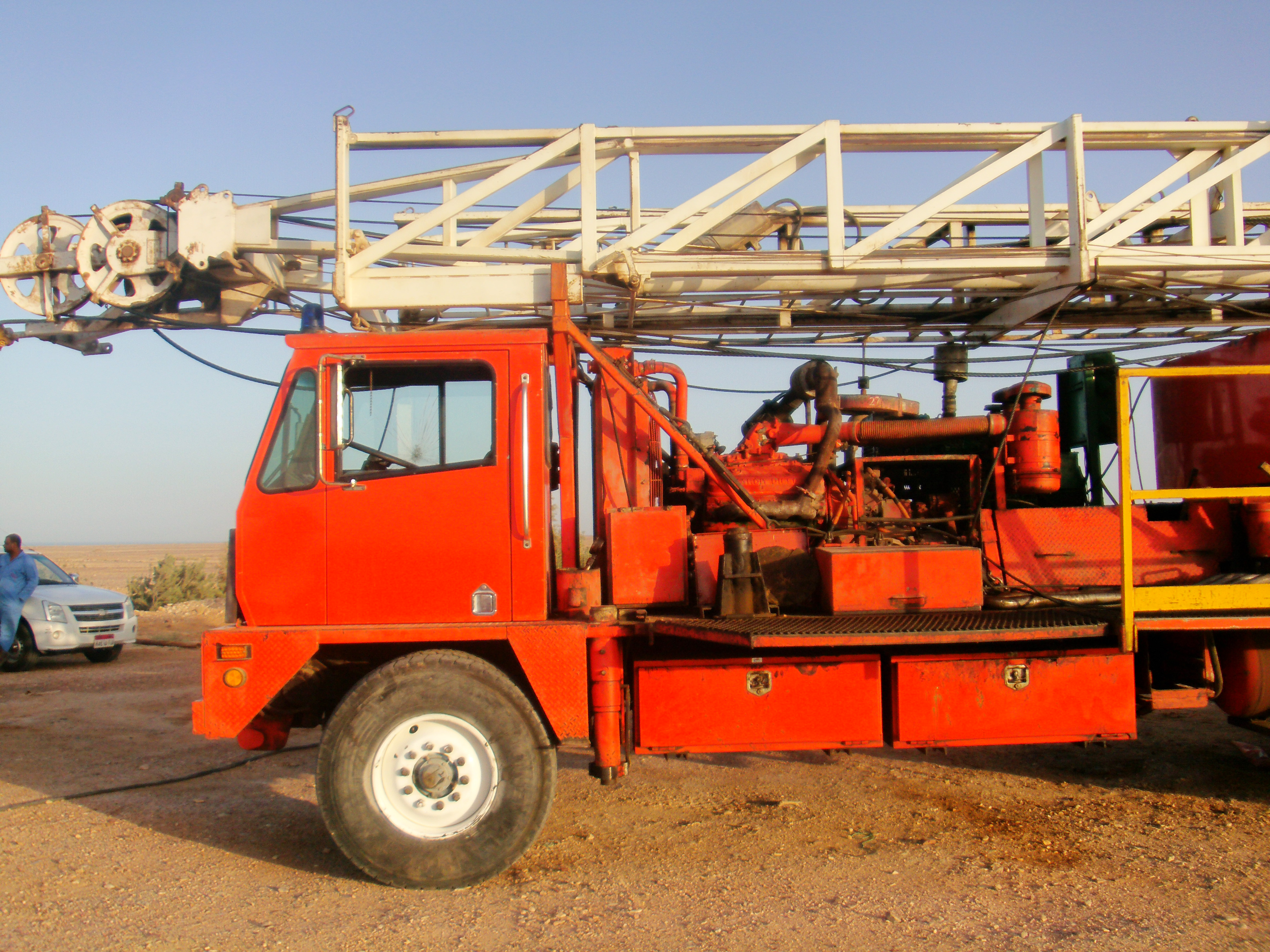
صورة لمعدة حفر آبار بمنطقة رأس غارب.

#### منطقة شبه جزيرة سيناء

خريطة مجسمة لطبوغرافيا شبه جزيرة سيناء.